# خاژنیماخی
خاژنیماخی (به لاتین: Khazhnimakhi) یک منطقهٔ مسکونی در روسیه است که در شهرستان آگولسکی واقع شده‌است.